# Domenico Chelucci
Domenico Chelucci connu également sous le nom de Paolino di S. Giuseppe est un mathématicien italien du XVIIIe siècle et un religieux, vicaire général des Clercs réguliers des écoles pies.

## Biographie

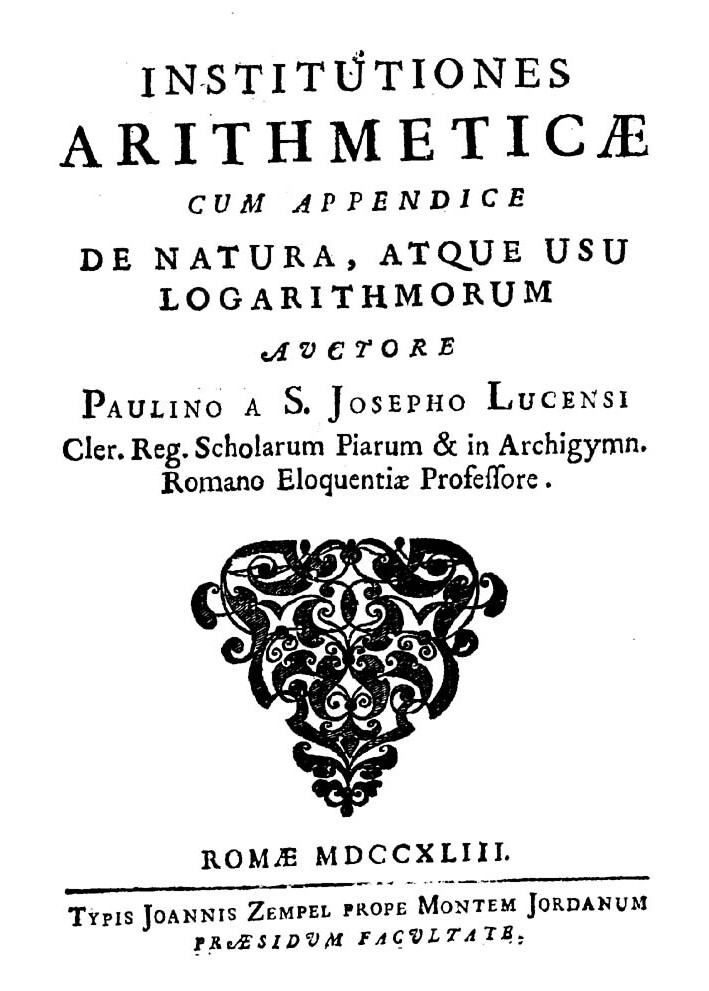
Institutiones arithmeticæ, cum appendice de natura atque usu logarithmorum

Né à Lucques le 25 avril 1681, Domenico Chelucci fut nommé par le pape Clément xi professeur d’éloquence au Collège de la Sapience, et remplit cette chaire pendant quarante-et-un ans. Ce religieux, que l’on voit figurer dans l’Académie d'Arcadie sous le pseudonyme de Trinuro Naviano, cultivait aussi les sciences physiques et naturelles avec succès. Le pape Benoît xiv l’estimait beaucoup et, lorsqu’il fut élu vicaire général de son ordre, ce pontife lui accorda le titre et tous les privilèges de général. Il mourut à Rome le 17 janvier 1754.

## Œuvres
- Institutiones analyticæ, Rome, 1736, in-8° ;
- Institutiones arithmeticæ, cum appendice de natura atque usu logarithmorum, ibid. 1745 ;
- Orationes, 1727-1748, 2 vol. in-8°, réimprimé à Leipzig par Johann Erhard Kapp, avec une préface.